# Ultimo antenato comune tra uomo e scimpanzé

Modello della speciazione di Hominini e Gorillini negli ultimi 10 milioni di anni; come indicato, si ritiene che il processo di ibridizzazione all'interno di Hominini sia durato da 8 a 6 milioni di anni.

L'ultimo antenato comune tra umani e scimpanzé, (in inglese: chimpanzee—human last common ancestor, CHLCA) è l'ultimo antenato comune (LCA) tra i generi Homo e Pan, i due generi viventi della famiglia degli ominidi più prossimi nella scala evolutiva, che compongono la tribù degli Hominini.
A causa della complessa speciazione ibrida, non è possibile stimare con precisione quando sia vissuto questo individuo ancestrale; sono state proposte stime (discusse più avanti) variabili tra 13 e 4 milioni di anni fa.
Sembra che la differenziazione tra i generi Pan e Homo sia stato un processo molto lungo: secondo uno studio del 2006 condotto da N. Patterson, sarebbe stata preceduta da un periodo di ibridizzazioni tra gruppi di popolazione e di alternanze divergenze-ibridizzazioni della durata di diversi milioni di anni. A un certo punto, nel tardo Miocene o all'inizio del Pliocene, i primi membri del clade umano hanno compiuto la separazione definitiva dalla linea di Pan, in un periodo compreso tra i 13 e i 4 milioni di anni fa. Tale stima e la tesi sull'ibridizzazione non sono comunque condivisi da tutta la comunità scientifica, come esplicitato in uno studio del 2008 di J. Wakeley e altri, secondo cui l'epoca relativamente recente della divergenza del cromosoma X tra umani e scimpanzé potrebbe non essere dovuta a una massiccia ibridizzazione bensì a una selezione naturale riguardante il cromosoma X nell'antenato comune di umani e scimpanzé, a cambiamenti nel tempo del tasso di mutazioni maschio-femmina e ad altro ancora.
In una studio del 2001, Richard Wrangham sostiene che la specie del CHLCA sia molto simile allo scimpanzé comune, Pan troglodytes, al punto che essa dovrebbe essere classificata come appartenente al genere Pan ed essere battezzata con il nome di Pan prior. Tuttavia, nessun fossile è ancora stato identificato come possibile candidato per la carica di CHLCA o per il nome tassonomico di Pan prior.
Negli studi riguardanti la genetica umana, il CHLCA funge da utile punto di riferimento per il calcolo dei tassi di polimorfismo a singolo nucleotide (SNP) nelle popolazioni umane, dove gli scimpanzé sono utilizzati come outgroup, in qualità di specie esistente più geneticamente simile a Homo sapiens.

## Stime temporali

### Studi precedenti agli anni novanta
I primi studi sulle scimmie suggerirono che il CHLCA potesse essere esistito circa 25 milioni di anni fa; tuttavia, studi riguardanti le proteine effettuati negli anni settanta suggerirono poi che il CHLCA non doveva risalire a più di 8 milioni di anni fa. In seguito, metodi genetici basati sul periodo di esistenza dell'LCA tra oranghi e umani e tra gibboni e umani hanno fatto stimare che l'LCA scimpanzé-umani dovesse essere vissuto dai 5 ai 7 milioni di anni fa. 
Alcuni ricercatori provarono a stimare l'epoca dell'esistenza del CHLCA (TCHLCA) utilizzando strutture biopolimeriche che differiscono leggermente tra specie animali strettamente correlate. Tra questi ricercatori, Allan C. Wilson e Vincent Sarich furono i pionieri nello sviluppo dell'orologio molecolare per umani. Lavorando su sequenze proteiche essi determinarono infine, nel 1971, che esseri umani e scimmie erano molto più ravvicinati di quanto alcuni paleontologi avessero intuito basandosi sui ritrovamenti fossili. In seguito, Vincent Sarich concluse che il TCHLCA non era più grande di 8 milioni di anni, con un valore più probabile compreso tra 6 e 4 milioni di anni fa.
Quest'ultimo valore è rimasto inalterato fino ai tardi anni novanta. In quegli ultimi anni, infatti, la stima è stata spostata verso tempi più remoti, poiché diverse ricerche hanno trovato la prova di un rallentamento dell'orologio molecolare quando le scimmie antropomorfe si evolsero a partire da un antenato in comune con le altre scimmie e quando gli umani si evolsero da un antenato comune con le scimmie antropomorfe meno evolute.

### Stime attuali
Dagli anni novanta la stima del TCHLCA è diventata meno certa e sono venute alla luce prove sia genetiche che paleontologiche a sostegno del fatto che il TCHLCA andrebbe portato ben oltre il range di 5-7 milioni di anni fa largamente accettato negli anni settanta e ottanta. Nel 1998, basandosi su una retrodatazione a 50 milioni di anni fa della divergenza tra le superfamiglie Hominoidea e Cercopithecoidea, che veniva prima fatta risalire a 30 milioni di anni fa, è stata proposta anche una retrodatazione per tutte le altre divergenze tra ominidi ed è stato quindi stimato che il range del TCHLCA vada dai 13 ai 10 milioni di anni fa, o dai 10 ai 7 milioni di anni fa.
Una fonte di confusione nel determinare l'epoca esatta della divisione Pan-Homo è l'esistenza di quello che, secondo un già citato articolo di N. Patterson del 2006, è un complesso processo di speciazione piuttosto che di una chiara divisione tra due linee. Cromosomi diversi sembrano essersi separati in tempi diversi, forse nel corso di un periodo di 4 milioni di anni, indicando un lungo processo di speciazione con eventi di ibridizzazione su larga scala tra le due linee emergenti dai 6,3 ai 5,4 milioni di anni fa. L'assunto sull'esistenza di tale ibridizzazione è in particolare basato sulla somiglianza del cromosoma X degli esseri umani e degli scimpanzé, il che suggerirebbe che l'ultima e definitiva separazione sarebbe avvenuta soltanto 4 milioni di anni fa. Cosa, quest'ultima, contestata in diversi articoli, come in quello di J. Wakeley del 2008 in cui per spiegare il fatto che la divergenza definitiva tra umani e scimpanzé sembri avvenuta così di recente vengono suggerite spiegazioni alternative, inclusa la pressione selettiva sul cromosoma X nelle antiche popolazioni di CHLCA.
La complessa speciazione e un ordinamento incompleto delle sequenze genetiche sembrano aver riguardato anche la separazione della linea umana da quella dei gorilla, a testimonianza del fatto che una speciazione piuttosto confusa è la regola, piuttosto che l'eccezione, per quanto riguarda i grandi primati. Un tale scenario spiegherebbe come mai l'epoca della divergenza tra Homo e Pan varia a seconda del metodo utilizzato per ricavarla e perché un singolo punto che traccia la divisione è ancora lontano dall'essere trovato. 
Nel 2016 P. Moorjani e altri hanno scoperto che le transizioni presso i siti CpG nelle sequenze genomiche mostrano un comportamento più regolare rispetto alle altre sostituzioni. Utilizzando una tecnica che controlla tali transizioni si è quindi riusciti a far risalire l'epoca della divergenza tra uomini e scimpanzé a 12,1 milioni di anni fa.

## Tassonomia
La tribù tassonomica Hominini è stata proposta sulla base dell'idea che, per quanto riguarda una tripartizione dei generi della sottofamiglia Homininae, la specie meno somigliante avrebbe dovuto essere separata dalle altre due. In origine, ciò produsse il genere separato Homo che fu ritenuto il più diverso dagli altri due, ossia dal genere Pan e dal genere Gorilla. Tuttavia, scoperte successive rivelarono che in realtà i generi Pan e Homo erano geneticamente più somiglianti di quanto non lo fossero i generi Pan e Gorilla; in conseguenza di questo, il genere Pan fu incluso nella tribù Hominini assieme al genere Homo. Il genere Gorilla, invece, fu inserito all'interno di una nuova tribù, Gorillini.
Nel 1996, A. Mann e M. Weiss proposero un'ulteriore divisione, proponendo che la tribù Hominini includesse ancora sia il genere Pan che il genere Homo ma raggruppati in due sottotribù separate, inserendo così il genere Homo e tutti i generi di ominidi bipedi estinti successivi allo CHLCA nella sottotribù Hominina e il genere Pan all'interno della sottotribù Panina.
Sono stati ritrovati pochi fossili dei membri della sottotribù Panina e nessuno di essi apparteneva ad una specie o a un genere estinto. Tutte le specie estinte derivate dalla tribù Hominini di cui si siano ritrovati fossili appartengono infatti al genere Homo o a generi ad esso strettamente correlati, come il genere Orrorin o il genere Sahelanthropus, allo stato attuale inclusi nella sottotribù Hominina
In particolare Sahelanthropus tchadensis è un taxon ominide estinto avente la morfologia che ci si aspetterebbe dal CHLCA e inoltre è vissuto circa 7 milioni di anni fa, un'epoca piuttosto vicina a quella ipotizzata per la divergenza tra esseri umani e scimpanzé. Non è però ad oggi ancora chiaro se possa essere considerato un diretto antenato dei generi Homo e Pan e quindi un potenziale candidato a rivestire il ruolo di CHLCA.
Voci fuori dal coro sono rappresentate da alcuni biologi, tra cui Jared Diamond, i quali hanno avanzato l'idea che la distinzione tra i generi Homo e Pan sia del tutto arbitraria, proponendo la riclassificazione dello scimpanzé comune come Homo troglodytes e del bonobo come Homo paniscus, di conseguenza eliminando le corrispondenti sottotribù (e riclassificando tutti i generi afferenti ad esse). Homo troglodytes (Linnaeus, 1758) era peraltro la primigenia classificazione linneana dello scimpanzé, ascritta a diverso genere solo nelle edizioni successive del Systema Naturae.